# Anna Kuliscioff
(Antonio Labriola nella lettera a Friedrich Engels del 1º luglio 1893)
Anna Kulišëva, italianizzato in Anna Kuliscioff (in russo Анна Кулишёва, pseudonimo di Anna Moiseevna Rozenštejn, in russo Анна Моисeeвна Розенштейн; Sinferopoli, 9 gennaio 1855 – Milano, 29 dicembre 1925), è stata una rivoluzionaria, medica e giornalista russa naturalizzata italiana, tra i fondatori e principali esponenti del Partito Socialista Italiano.

## Biografia

### Gli studi in Svizzera e le prime esperienze politiche

Anna Kuliscioff a Zurigo nel 1871

Vi è contrasto sulla data e luogo della sua nascita: fermi restando il giorno ed il mese, 9 gennaio, secondo la registrazione presso l'Università di Zurigo sarebbe nata nel 1855 a Simferopol' nella penisola di Crimea, Impero russo. Iscritta a filosofia all'Università di Zurigo nel 1871 n. matricola 4025 con il nome di "Anja Rosenstein", nata nel 1855 a Simferopol', Crimea, Russia; 1° marito Pëtr Makarevič. Allo stesso corso risulta iscritta anche "Marie Rosenstein" di anni 25, anch'essa nata a Simferopol' nel 1846, matricola 4024, probabilmente sua sorella maggiore; secondo l'Enciclopedia Treccani sarebbe nata a Moskaja, nella regione di Cherson, nel 1854 territorio dell'Impero russo. Infine, secondo le note biografiche della Fondazione "Anna Kuliscioff" sarebbe nata genericamente in Crimea, «il 9 gennaio tra il 1853 e il 1857».
La sua era una ricca famiglia ebrea di commercianti; dopo un'infanzia felice e dedita allo studio, nel 1871 si trasferì in Svizzera per frequentare i corsi di filosofia presso l'Università di Zurigo.
Per ordine dello zar, che iniziava a preoccuparsi per il diffondersi delle idee rivoluzionarie, fu costretta a rientrare in Russia, dove il rivoluzionario Pëtr Makarevič, suo primo marito, si unì ad altri giovani russi vicini alle idee di Michail Bakunin, nella cosiddetta "andata verso il popolo", cioè il lavoro nei villaggi a fianco dei contadini per condividerne la misera condizione. In quel periodo si convinse della necessità dell'uso della forza per liberarli dall'oppressione.
Per la sua attività venne processata dal tribunale russo e riparò in Svizzera. Per non essere rintracciata dagli emissari zaristi, cambiò il suo nome in Kuliscioff, che in Russia potevano avere solo le persone provenienti dalle famiglie di schiavi, manovali, braccianti.

### L'incontro con Andrea Costa e la nascita della figlia Andreina

Andrea Costa da giovane a circa 24 anni (1875 c.a)

Anna Kuliscioff da giovane

Nel 1877, durante il suo secondo soggiorno elvetico, dopo aver abbandonato definitivamente la Russia, conobbe il giovane rivoluzionario romagnolo Andrea Costa, con il quale stabilì una totale coincidenza di idee e di sentimenti, trasferendosi poi con lui a Parigi. Da qui vennero espulsi nel 1878 e i due si recarono quindi in Italia. Dopo pochi mesi, però, Anna venne arrestata e processata a Firenze con l'accusa di cospirare con gli anarchici per sovvertire l'ordine costituito.
I due si trasferirono così nuovamente in Svizzera, che lasciarono nel 1880 per rientrare clandestinamente in Italia, dove però ancora una volta vennero arrestati a Milano. Dopo l'ennesima breve permanenza in Svizzera a Lugano, Anna raggiunse Costa a Imola, dove nel 1881 diede alla luce la loro figlia Andreina. Poco tempo dopo la relazione tra i due terminò con gran dolore di Anna, che, portando con sé la figlia Andreina, tornò in Svizzera, a Berna, dove si iscrisse alla facoltà di medicina. Quegli anni furono segnati dallo studio e dalla malattia, dato che a seguito del periodo in carcere a Firenze aveva contratto la tubercolosi e l'artrite.
Gli studi di medicina a Napoli la portarono a frequentare nel tempo diverse università. Nel 1885 venne accolta a Pavia da Camillo Golgi, futuro Nobel della medicina, con cui collaborò con una propria ricerca sulle origini batteriche della febbre puerperale. Dopo la laurea a Napoli nel 1886, nel 1888 si specializzò in ginecologia, prima a Torino, poi a Padova. Con la sua tesi evidenziò ulteriormente l'origine batterica della febbre puerperale, già confermata nel 1847 dal medico ungherese Ignaz Philipp Semmelweis, contribuendo ad aprire ancor di più la strada alla scoperta che avrebbe salvato milioni di donne dalla morte dopo il parto.
Si trasferì poi a Milano, dove cominciò ad esercitare l'attività di medico, recandosi anche nei quartieri più miseri della città e affiancando la filantropa Alessandrina Ravizza, finché la salute glielo consentì, nell’ambulatorio medico gratuito che offriva assistenza ginecologica alle donne povere. Per questo venne chiamata dai milanesi la "dottora dei poveri".

### La nascita del legame con Filippo Turati e il lavoro nella "Critica sociale"
Nel 1885 si era legata sentimentalmente a Filippo Turati e si era trasferita con lui in un appartamento di Portici Galleria al numero 23, sempre portando con sé la figlia Andreina.
Trasformò il salotto di casa in studio e redazione di "Critica sociale", la rivista del socialismo riformista italiano, che Anna diresse assieme a Turati dal 1891: mucchi di giornali e plichi di libri circondavano Anna e Filippo che lavoravano insieme. Nel salotto c'era un piccolo divano verde dove la Kuliscioff riceveva i visitatori ad ogni ora del giorno: personaggi della cultura, quali Luigi Majno, Ersilia Majno Bronzini e Ada Negri, esponenti della politica milanese, persone più umili e le "sartine" che trovano in Anna un'amica e una confidente.
(Carlo Silvestri in Turati lo ha detto, Rizzoli, 1947, p. 55)

### L'impegno politico nel partito socialista
A Genova il 15 agosto 1892 fu tra i fondatori del Partito dei Lavoratori Italiani (che nel 1893 divenne il Partito Socialista dei Lavoratori Italiani e nel 1895 assunse il nome definitivo di Partito Socialista Italiano), che sancì la separazione dei socialisti dagli anarchici, essendo presente con Turati ed altri (Camillo Prampolini, Rosario Garibaldi Bosco, ecc.) alla riunione preparatoria della sera del 13 agosto per discutere delle proposte da presentare al congresso nei giorni seguenti. 
Si deve quindi anche a lei la nascita del più antico partito politico in senso moderno, la prima formazione organizzata della sinistra in Italia.
Con Turati 
Anna partecipò attivamente a tutte le battaglie portate avanti dalla nuova formazione politica.
Il suo lavoro venne bruscamente interrotto l'8 maggio 1898 quando la polizia irruppe nel suo famoso salotto e l'arrestò con l’accusa di reati di opinione e di sovversione. A dicembre venne scarcerata per indulto, mentre il suo compagno Filippo dovette aspettare un anno.
Elaborò un testo di legge per la tutela del lavoro minorile e femminile che, presentata al Parlamento dal Partito Socialista Italiano, venne approvata nel 1902 come legge Carcano, nº 242.
Nel giugno del 1911 assieme al compagno Filippo Turati inaugurò a Molinella il Palazzo delle Leghe e delle Cooperative voluto da Giuseppe Massarenti per celebrare il successo delle società cooperative nella cittadina emiliana.

### Il distacco dalla figlia Andreina

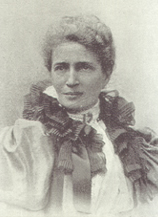
Anna Kuliscioff nel 1907

Nel 1904 la figlia Andreina sposò Luigi Gavazzi, proveniente da un'importante dinastia di imprenditori tessili, «un giovine buono - sono parole di Anna al padre di Andreina, Andrea Costa, in una lettera del 27 marzo 1904 -, simpatico, operoso, lavoratore... e innamorato come vidi pochi giovani che siano capaci di esserlo», che però fa parte - continua Kuliscioff - «del parentorio più nero del conservatorismo milanese».
Era successo che la figlia di due autentici rivoluzionari atei avesse abbracciato la fede, al punto che la stessa Kuliscioff dovette riconoscere «Mio caro Andrea, sì, hai ragione, è una gran malinconia di dover convincersi che noi non siamo i nostri figli [...] nostra figlia non ha né l'anima ribelle, né il nostro temperamento di combattività... Essa non fu mai socialista né miscredente» e ancora «È stato un fallimento il mio, come dici tu [...] Ninetta [la figlia Andreina] non è immagine nostra». Il figlio di Andreina divenne abate benedettino di Subiaco, (cfr. Abbazia territoriale di Subiaco) e la figlia monaca carmelitana scalza. Tuttavia - come testimonia Tommaso Gallarati Scotti in un articolo pubblicato nel 1959 sul Corriere della Sera e ora inserito nella raccolta Interpretazioni e memorie - Anna Kuliscioff della felicità interiore raggiunta dalla figlia Andreina ebbe modo di rallegrarsi come di cosa sua, «poiché - diceva - nell'educazione l'aveva sempre volta verso idee di giustizia e di amore della verità e dei poveri, che sono la base stessa della vita cristiana».

### La battaglia per il voto alle donne
Anna Kuliscioff, assieme alla sindacalista Maria Goia, ebbe parte attiva anche nella lotta per l'estensione del voto alle donne tanto che, col suo sostegno, nel 1911 nacque il Comitato Socialista per il suffragio femminile. L'anno successivo, però, una legge di Giolitti sull'istituzione del suffragio universale solo maschile, che estese tra l'altro il diritto di voto anche agli analfabeti che avessero compiuto i trent'anni, continuò ad escludere le donne dal diritto di voto. Per Anna iniziò un periodo di scoramento, durante il quale anche il rapporto con Filippo Turati si incrinò.

### Morte
Morì a Milano nel 1925. Durante il funerale alcuni fascisti si scagliarono contro le carrozze del corteo funebre. Venne sepolta nel cimitero monumentale di Milano.

## Iniziative celebrative e riferimenti nella cultura di massa
In suo onore a Milano è stata costituita la Fondazione Anna Kuliscioff, che ha una biblioteca di 35.000 volumi e opuscoli donati da Giulio Polotti tutti dedicati alla storia del Socialismo; inoltre una via le è stata dedicata (sempre a Milano) in zona Bisceglie.
Una targa che ricorda la sua permanenza milanese assieme a Turati è stata collocata in piazza Duomo, sotto i portici che danno ingresso alla Galleria Vittorio Emanuele II, dove i due leader socialisti abitavano.
Nel 1962, in occasione del 70º anniversario della fondazione del Partito Socialista Italiano, il Movimento Femminile del PSI affisse un manifesto con l'effigie della Kuliscioff da giovane.
Il PSI le ha inoltre dedicato la tessera del partito dell'anno 1983.
Carlo Collodi dichiarò che per creare la fata dai capelli turchini, personaggio del suo romanzo Le avventure di Pinocchio. Storia di un burattino (1881-1883), si era ispirato alla forza magnetica emanata da Anna Kuliscioff, vista da giovane nell'aula di tribunale durante un processo, per tracciare il ritratto ideologico e morale del personaggio.

### La miniserie televisiva del 1981
Nel 1981 la Rai realizzò la miniserie televisiva Anna Kuliscioff, diretto dal regista Roberto Guicciardini, con la sceneggiatura di Pietro Albonico, Luciano Codignola e dello storico Brunello Vigezzi. Lo sceneggiato, diviso in 5 puntate, andò in onda a partire dal 4 marzo 1981. Anna Kuliscioff venne interpretata dall'attrice Marina Malfatti; altri interpreti furono Luigi Montini (Filippo Turati), Lombardo Fornara (Carlo Cafiero), Massimo Ghini (Andrea Costa), Mario Maranzana, Luigi Montini, Milla Sannoner, Gianni Musy, Lina Sastri.

## Opere
- Il monopolio dell'uomo. Conferenza tenuta nel circolo filologico milanese. Fondazione Giangiacomo Feltrinelli, Milano.[12]
- Io in te cerco la vita, a cura di Elena Vozzi, L'orma, Roma, 2016.

## La Fondazione "Anna Kuliscioff"
Fondata da Giulio Polotti nel 1992, la Fondazione Anna Kuliscioff è stata riconosciuta dal Ministero dei Beni Culturali nel 1997 e dalla Soprintendenza Archivistica per la Lombardia nel 1998. La Fondazione raccoglie 35 000 documenti, materiale proveniente dalla biblioteca e dalla collezione privata di Polotti, per molti anni assessore del Comune di Milano.